# Whittaker Chambers
Pour les articles homonymes, voir Chambers.
Whittaker Chambers, né Jay Vivian Chambers et aussi connu comme David Whittaker Chambers, né le 1er avril 1901 à Philadelphie et mort le 9 juillet 1961 à Westminster, est un écrivain et éditeur américain.
Après avoir été un membre du Parti communiste des États-Unis d'Amérique et espion soviétique, il a renoncé au communisme et y est devenu un opposant sans réserve. Il a témoigné dans le procès pour parjure et espionnage d'Alger Hiss.